# 松特拉
松特拉（德語：Sontra，發音：[ˈzɔntʁa] ⓘ）是德国黑森州卡塞尔行政区威拉-迈斯讷县的城市，面积111.29平方千米，2023年12月31日人口为7,653人。